# Debora Patta
Debora Patta (Cidade do Cabo, 13 de julho de 1964) é uma jornalista, repórter e apresentadora sul-africana de TV e de rádio. Sua família é de origem italiana, da comuna de Praia a Mare.

## Biografia
O pai dela era romano, mas a família era de origem calabresa, de Praia a Mare. O pai mudou no Zimbabwe para trabalhar nas Ferrovie dello Stato, e Debora nasceu em 1964. Depois da separação dos pais, ela segue a mae na África do Sul, onde diploma-se na Universidade da Cidade do Cabo em 1984 em Ciências sociais.
Ela casa-se em 1995 com o principe e impresari zulu Mweli Mzizi, com que tem uma filha, Chiara. Separa-se de Mziz e em 2003 casa-se Lance Levitas, com quem tem uma outra filha.

## Carreira
Começa sua carreira em Radio 702 em Johannesburg em 1990, e como freelancer na BBC. Trabalhou também para e.tv, a primeira televisão free-to-air da África do Sul. Faz reportagens sobre grande temas internacionais, como o atentado de 11 de setembro ou a morte da princesa Diana e entrevistou, entre outros, Shimon Peres, Oprah Winfrey, Nelson Mandela, Thabo Mbeki .
Em 7 de maio  2013 ela deixa e.tv "...para seguir outros interesses como free-lancer para nóvas companhias internacionaeis..."
Em outubro de 2013, volta na Radio 702